# Boemerangkinderen
Boemerangkinderen is een sociologische benaming voor jonge volwassenen die nadat zij korte tijd uit het ouderlijke huis zijn vertrokken weer terugkeren om bij de ouders te wonen. De term 'boemerang' verwijst naar de terugvliegende werking van het object boemerang. Net als de boemerang keren deze kinderen na het 'wegwerpen' weer terug in de hand van de 'gooier'. 

## Geschiedenis en ontwikkeling
Tot de jaren zeventig van de 20e eeuw gingen de kinderen de deur uit zodra zij een eigen gezin hebben. Sindsdien zijn de kinderen zelfstandiger geworden. Zij gaan het huis uit wanneer zij gaan studeren of werken. In de jaren tachtig komt dit fenomeen op. Het voorheen autoritaire gezin heeft plaatsgemaakt voor een gezellig gezin. Zowel ouders als kinderen vinden het leuk om weer samen in één huis te wonen. De jonge volwassenen zien hun tijdelijke terugkeer ook niet als falen. 
Tussen 1970-1979 keerde 7% van jonge mannen en 10% van de jonge vrouwen terug naar de ouderlijke woning na een periode van zelfstandig wonen. Voor de perioden '80-'89, '90-'99 en 2000-2009 zijn deze percentages respectievelijk 10%-14%, 15%-16% en 13%-19%. In 2016 was dit getal gestegen tot 25%.
Vergeleken met andere Europese landen is dit een merkwaardige ontwikkeling omdat het juist in Nederland redelijk makkelijk is om als jongvolwassene een zelfstandig bestaan op te bouwen. Zij kunnen bijvoorbeeld aanspraak maken op starterslening, huursubsidie en zorgtoeslag. In mediterrane landen zijn deze voorzieningen minder voorhanden, waardoor kinderen er vaak tot hun 40ste bij de ouders blijven wonen. Het fenomeen boemerangkinderen komt daar dus ook minder vaak voor. 
Uit het onderzoek van CBS blijkt dat boemerangkinderen vooral kinderen zijn die uit de middenklasse of hoger klasse komen. Hun ouders kunnen het zich ruimtelijk en financieel allemaal veroorloven om het kind weer in huis te nemen. Thuis kunnen zij zelfstandig leven. Hoewel dit fenomeen steeds meer geaccepteerd wordt, blijven de boemerangkinderen een tijdelijk fenomeen. Uiteindelijk verlaat iedereen het ouderlijke huis.

## Oorzaak
Behalve dat de tijdgeest, emancipatie en het veranderen van de verhouding binnen het gezin een rol spelen in de terugkeer van de kinderen, zijn er nog andere oorzaken. Kinderen schamen zich niet meer voor hun terugkeer, evenmin  als de ouders. Maar de belangrijkste redenen van terugkeer zijn: 
- beëindigen van een relatie;
- afbreken of einde van een opleiding;
- einde huurcontract of andere huisvestingproblemen.

Het beëindigen van de relatie is voor ruim dertig procent van de jonge vrouwen reden om terug te keren naar de ouders. 15% van de jonge mannen doet dat ook. 

## Bron
- CBS, juli 2010;
- Onderzoek van hoogleraar demografie Jan Latten